# Огузы

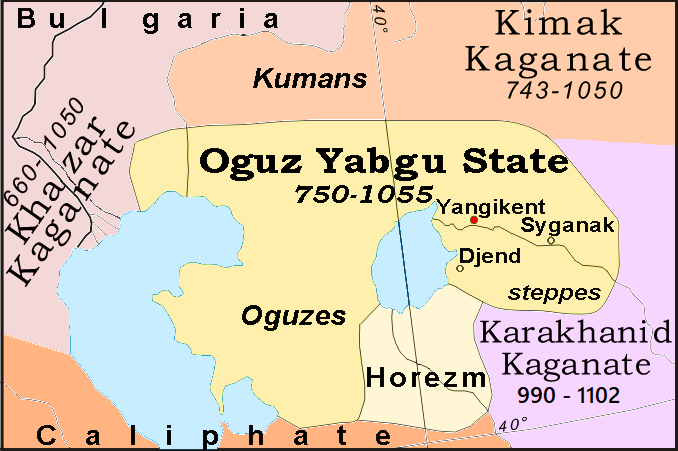
Государство огузского ябгу, 750—1055 годы

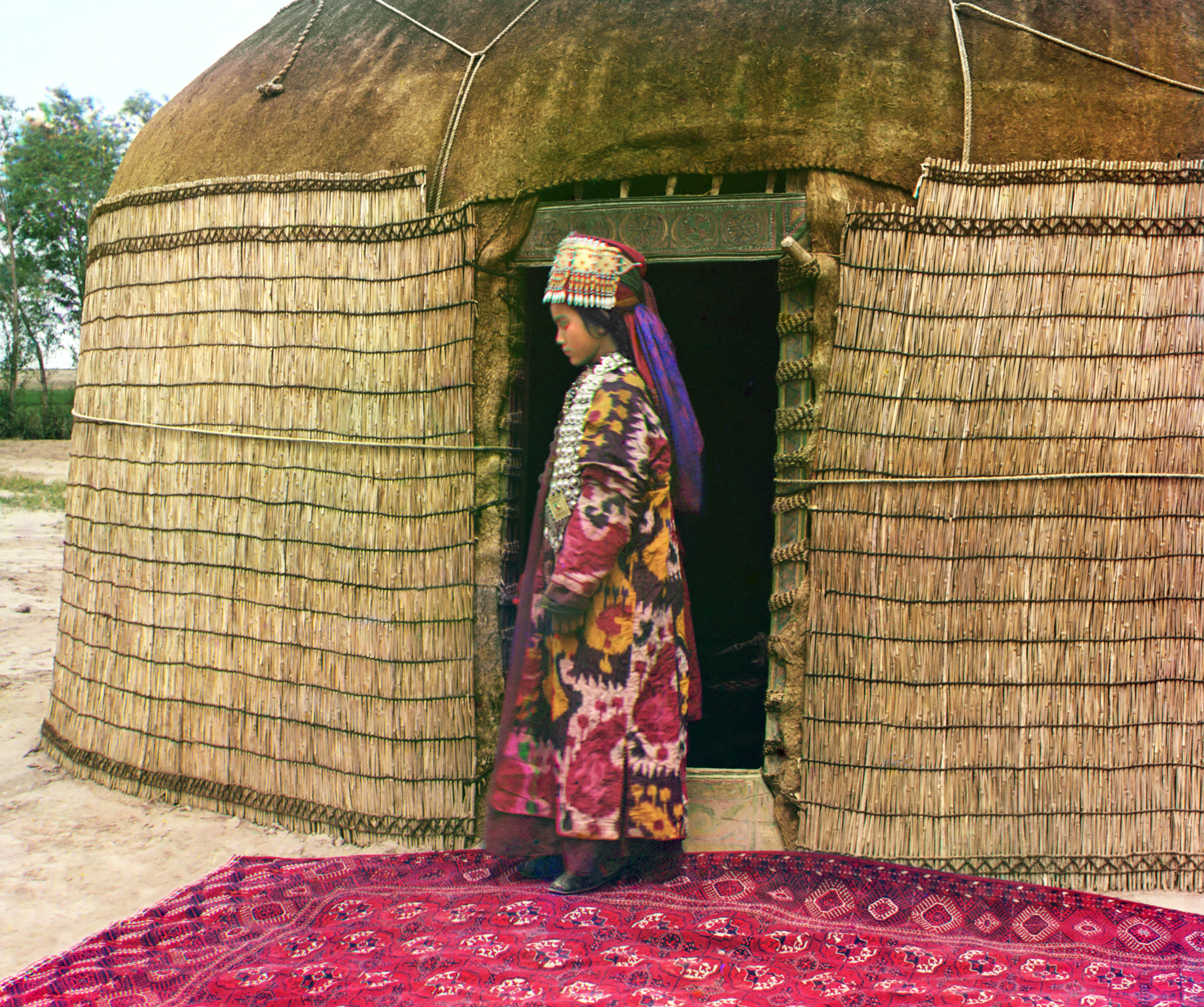
Туркменская женщина при входе в юрту в Туркмении; цветная фотография 1911 года Прокудина-Горского

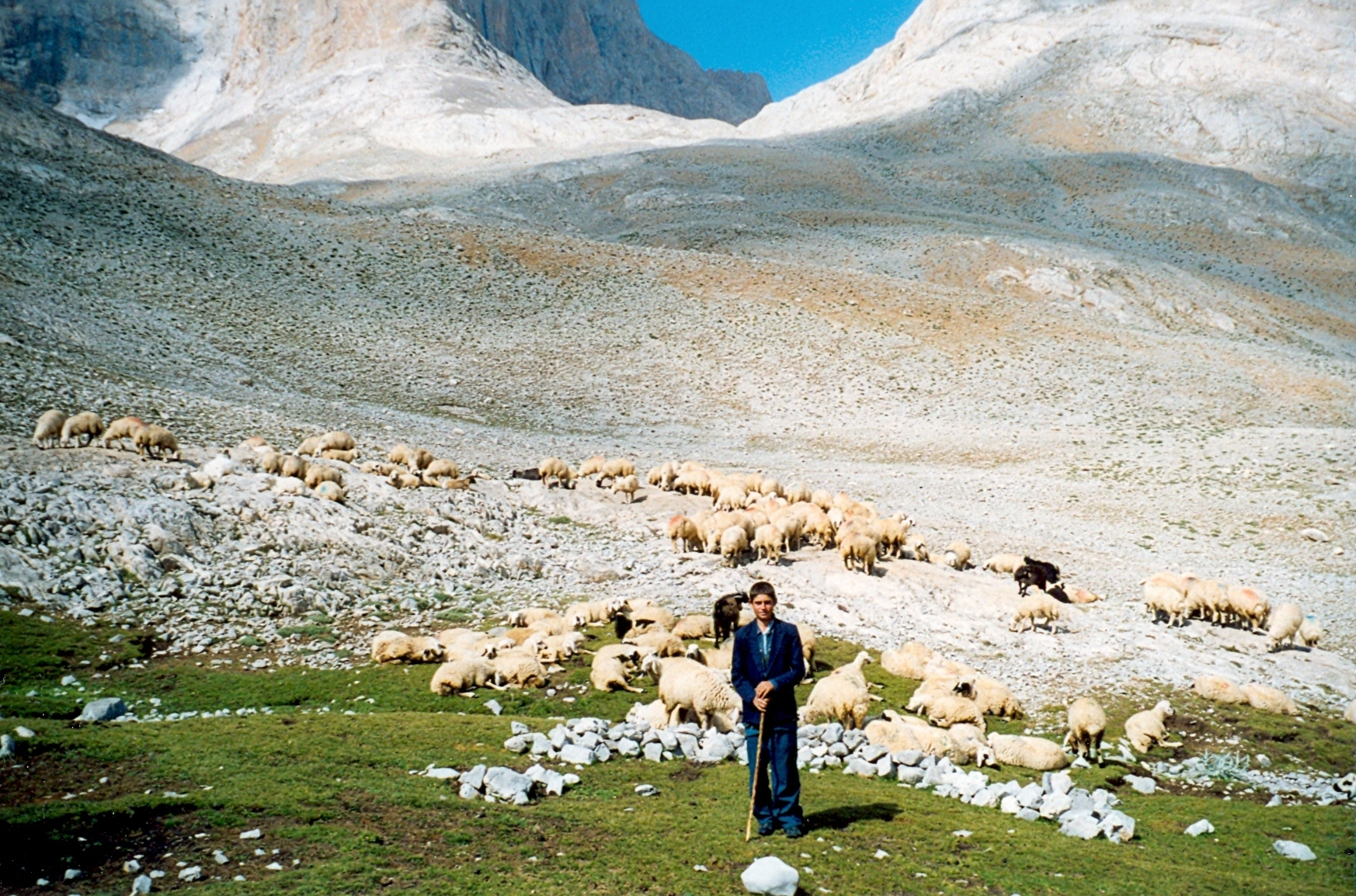
Юрюкский чабан в Таврских горах

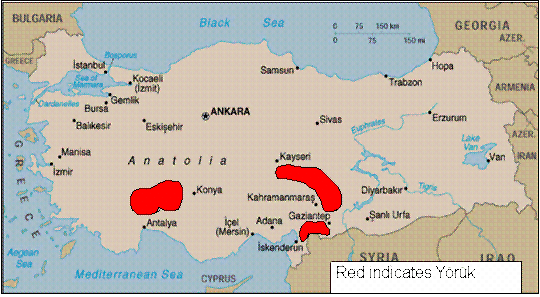
Основные районы, населённые племенем юрюки в Анатолии

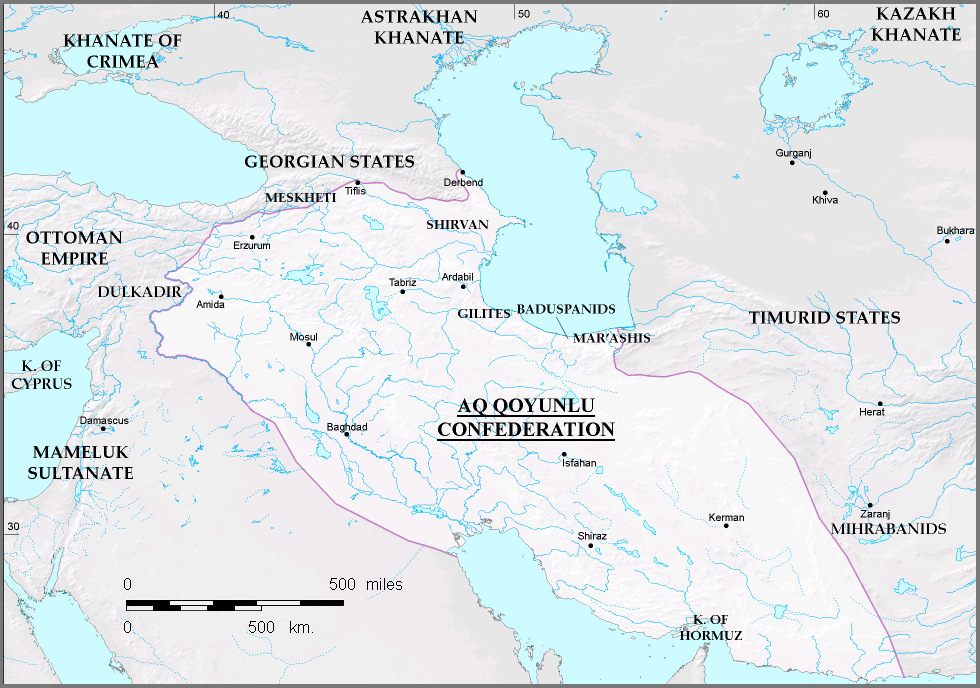
Конфедерация Ак-Коюнлу в 1478 году

Государство Сельджукидов в 1092 году, после смерти Мелик-шаха I

Огу́зы, также тю́рки-огузы (др. тюрк. ‏𐰆𐰍𐰕‎) — средневековый тюркский народ, состоявший из 24 основных племён и живший до XI века в степях Средней Азии и Монголии. В этот же период, бо́льшая часть огузов переходит на самоназвание «туркоман». Предки тюрков Азербайджана, Туркменистана, Ирана, Турции и Ирака. Принимали также участие в формировании казахов, киргизов, татар, башкир, узбеков и каракалпаков.
Орхонские надписи, описывающие ранний тюркский народ, вероятно, относятся к огузам. Народы, говорящие на юго-западной ветви подсемейства тюркских языков, также иногда называют огузскими тюрками.

## Этимология
Некоторые исследователи выводят этноним «огуз» от слов ок, что означает «стрела» (а также «племя») и уз — суффикса множественности. Таким образом, название означает «стрелы, множество стрел».
Другие выводят название из ак — «белый» в значении благородный, и уз — древнее понятие, возможно, в переводе значившее «человек», или «люди», и часто совпадающее с понятием ир / эр, то есть «человек», «мужчина», употреблявшееся у различных тюркских племён самостоятельно либо в сочетании с другими словами, в качестве самоназвания.
Русские летописцы знали огуз только как Тюрки/Торки.
Известные средневековые учёные-историки Абу-ль-Фадль Байхаки, Махмуд аль-Кашгари и Фазлулаллах Рашид ад-Дин называли огузов также и туркменами, используя этноним туркмен как синоним этнониму огуз, а известный средневековый автор Шараф аз-Заман Тахир аль-Марвази называл туркменами огузов, принявших ислам. Согласно российскому и советскому учёному-востоковеду, академику В. Бартольду, название «туркмен» является более поздним наименованием огузов:
«Каково бы ни было прежнее значение огузского народа в Восточной Азии, он после событий VIII и IX веков, всё больше сосредотачивается на западе, на границе переднеазиатского культурного мира, которому суждено было подвергнуться в XI веке нашествию огузов, или, как их называли только на западе, туркмен»…
«Впоследствии название туркмен осталось за одними огузами; постепенно термин огуз как название народа было совершенно вытеснено словом туркмен». 

## Этнический состав
В древности и средневековье, огузы состояли из 24-х главных племен — прямых потомков древнего родоначальника тюркских народов Огуз-хана. Источники приводят сведения еще о 23-х племен огузов, происходивших от младших жен сыновей Огуз-хана. Тюркские племена канглы, кипчаки, карлыки и халаджи также входили в состав огузов (туркмен) в средние века.
Огузы являются прямыми предками либо участвовали в этногенезе следующих современных тюркских народов: турок, азербайджанцев, туркмен, гагаузов, иракских туркмен, средневековых хорезмийцев, турок-месхетинцев, турок-киприотов и саларов. Проникновение огузов (сельджуков) в Восточное Закавказье и Северо-Западный Иран с ХI—XIII веков привело к тюркизации значительной части местного населения, что положило начало появлению азербайджанской народности.

## Происхождение
Согласно А. Н. Бернштаму, этноним «огуз» появился в среде гуннских племен на территории Монголии в первых веках до н.э., а в Средней Азии — в первых веках н. э. Согласно С. П. Толстову, предками восточноазиатских огузов были массагетские племена Средней Азии VI в. до н. э., которые распространились на восток, в Монголию и стали известны в III в. до н.э. Осколки этих массагетских племен приняли участие в формировании Тюркского каганата VI—VIII вв. и упоминаются в Орхонских надписях под именем огузов. Кроме того, С. П. Толстов отождествляет древнее массагетское племя «аугас» с этнонимом «огуз», а в этногенезе огузов, помимо аугасо-массагетских, отмечает участие гунно-эфталитских, тохаро-асских и финно-угорских племён.
Согласно М. И. Артамонову, термин «огуз» первоначально был нарицательным обозначением племени и с числительным детерминативом применялся для наименования союзов племён, таких, как например уйгуры — токуз-огуз — «девять племён», карлуки — уч-огуз — «три племени». Впоследствии термин потерял своё первоначальное значение и стал этническим наименованием племён, образовавшихся в приаральских степях в результате смешения тюркютов с местными угорскими и сарматскими племенами.

## Огузы в Х—XIII веках
В первой половине X века кочевые огузы проживали в степях Сырдарьи и в городах Караджук (ныне с. Карачик г. Туркестан), Фараб и Сайрам. Согласно географам Истахри, Ибн-Хавкалу и источнику «Худуд-ал-алем», огузская территория распространялась от Каспийского моря на западе и города Ургенч на юге до Бухары в Мавераннахре и города Сабран на востоке.
Огузские племена, как один из компонентов, участвовали в формировании казахов, татар, башкир, туркмен и других народов. Огузы насчитывали 22 племени, в том числе джувулдар, баят, язгыр и др. Известно, что один из районов Туркестанской области Казахстана именуется Шаульдер, что свидетельствует о проживании там в прошлом огузов (чавульдер-чаудуры-джувулдар).
Среди казахских и туркменских родов есть много идентичных: тазлар, шихлар, тана, керей (герей), сары, тохтамыс (тохтамыш). В этногенезе этих народов участвовали также племена карлуков и кипчаков. На историческую арену огузы вышли как восточные вассалы Хазарского каганата. Первым их «историческим деянием» стало вытеснение печенегов из территории современного Западного Казахстана в Донские степи в конце VIII века. Эта часть огузов стала известной на Руси под названием торки.
Торки часто враждовали с племенным союзом буртасов. В XI веке их потревожили половцы и заставили мигрировать вслед за печенегами, которые были также одним из огузских племён. В «Повести временных лет» описано, что объединённые силы русских князей в 1060 году нанесли торкам сокрушительный удар. История этих огузов оказалось недолговечной, поскольку им пришлось частично слиться с печенегами, впоследствии исчезнувшими, частично перейти под власть русских и быть ассимилированными.
Огузы постепенно завоёвывали Иран, Византию и почти весь арабский мир, создав такие известные правящие династии как сельджукскую и османскую. Огузы нанимаются на военную службу к местным правителям Саманидам и Караханидам, однако, воспользовавшись ослаблением этих государств, поднимают мятежи и образовывают государство Сельджуков (с центром в Туркменистане). Сельджукиды, захватив практически весь Ближний Восток, оказываются самыми жизнеспособными.
По сообщению Ипатьевской летописи, в состав проживавших в Поросье чёрных клобуков входили торки, печенеги, берендеи и ковуи. Также по одному разу летопись упоминает турпеев (1150 г.) и каепичей (1160 г.). Кочевники, именуемые летописью «своими погаными», были не очень надёжными подданными. Они стремились сохранить свою независимость и постоянно навязывали Руси федеративную форму взаимоотношений. Русские князья категорически возражали и требовали безусловной вассальной покорности. На этой почве между сторонами нередко возникали конфликты. Об одном из них летопись сообщает под 1121 годом: «В лѣто 6629. Прогна Володимеръ Береньдичи из Руси, а Торци и Печенѣзи сами бѣжаша».

## Традиционная племенная организация
Племенная организация:

### Бозок(Сломанные Стрелы)

#### Потомки Гюн Хана
- Кайи[36] (каи) (основатели Османской династии)
- Баят
- Алкаевли
- Караевли

#### Потомки Ай Хана
- Языр
- Дюгер (Токар)
- Додурга
- Япарлы

#### Потомки Йылдыз Хана
- Афшар (Основатели династии Афшаридов)
- Кызык
- Бегдили (Бейдилли)
- Каркын (Гаркын)

### Учок(Три Стрелы)

#### Потомки Гёк Хана
- Баяндыр (основатели династии Ак-Коюнлу)
- Бечене (Печенеги)
- Човдур
- Чепни

#### Потомки Даг Хана
- Салыр (основатели династии Караманидов и государства Салгурлу в Ираке)
- Эймир
- Алайонтли
- Урегир

#### Потомки Денгиз Хана
- Игдир
- Бюгдюз
- Ивэ (Йыва) (основатели династии Кара-Коюнлу)
- Кынык (основатели Сельджукской империи)[37]

## Распространение огузских языков

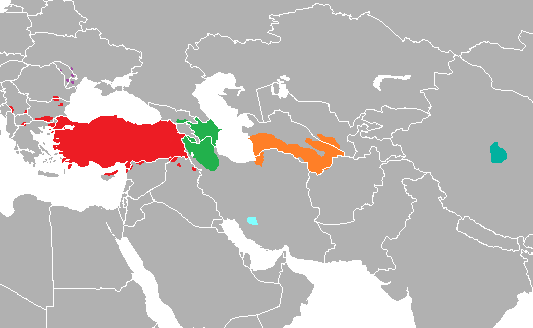
Распространение огузских языков

Огузские языки — языки юго-западной огузской подгруппы тюркских языков, самая многочисленная по числу носителей. Крупнейшие современные представители группы — турецкий язык (60 млн носителей и около 75 млн владеющих), азербайджанский язык — около 35 млн  и туркменский язык (свыше 6,5 млн носителей). 
- Гагаузы
- Гаджалы
- Азербайджанцы
  - Айналлу
  - Афшары
  - Каджары
  - Карапапахи
  - Шахсевены
  - Терекеменцы
  - Айрумы
  - Баяты
  - Падары
- Турки
  - Турки-киприоты
  - Турки-месхетинцы
- Южнобережные крымские татары[40]
- Урумы
- Сирийские туркмены
- Иракские туркмены
- Туркмены
  - Трухмены
- Хамзе (?)
- Салары
- Юрюки
- Кашкайцы
- Караманлиды
- Хорасанские тюрки (теймурташи, гудари и др.)